# Tunisia ai Giochi della XVII Olimpiade
La Tunisia partecipò ai Giochi della XVII Olimpiade che si sono svolti a Roma dal 25 agosto all'11 settembre 1960, con una delegazione di 42 atleti impegnati in sette discipline, per un totale di 22 competizioni.
Fu la prima partecipazione di questo paese ai Giochi. Non furono conquistate medaglie.

## Risultati

### Calcio
| Atleta | Classifica |                    |
| --- | --- | ------------------ |
| V · D · M Nazionale olimpica tunisina · Calcio ai Giochi Olimpici Estivi 1960 P Ayachi · P Kanoun · P Loualid · D Ben Othman · D Chetali · D Dhaou · D Rouatbi · D Seghir · C Hanachi · C Kelibi · C Meddeb · C Sghaïer · A Ben Azzedine · A Ben Yahmed · A Chérif · A Kerrit · A Naji · A Tasco · A Touati · CT : Kristić | 13° |                    |
| Nazionale olimpica tunisina · Calcio ai Giochi Olimpici Estivi 1960 | |                    |
| P Ayachi · P Kanoun · P Loualid · D Ben Othman · D Chetali · D Dhaou · D Rouatbi · D Seghir · C Hanachi · C Kelibi · C Meddeb · C Sghaïer · A Ben Azzedine · A Ben Yahmed · A Chérif · A Kerrit · A Naji · A Tasco · A Touati · CT: Kristić                                                                                | P Ayachi · P Kanoun · P Loualid · D Ben Othman · D Chetali · D Dhaou · D Rouatbi · D Seghir · C Hanachi · C Kelibi · C Meddeb · C Sghaïer · A Ben Azzedine · A Ben Yahmed · A Chérif · A Kerrit · A Naji · A Tasco · A Touati · CT: Kristić | Tunisia (bandiera) |